# Weihnachten im Schuhkarton

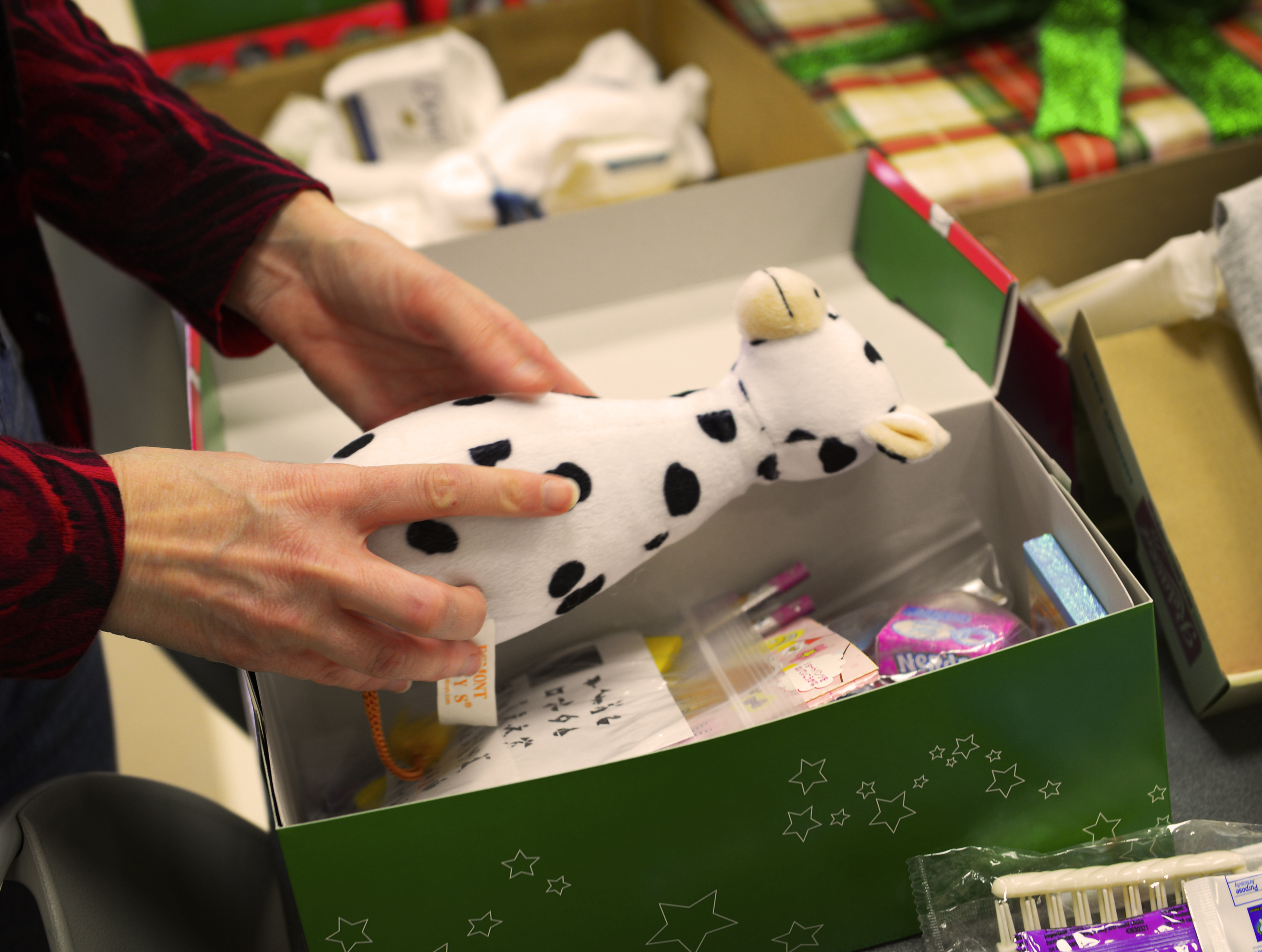
Packen einer Geschenkbox (2016)

Weihnachten im Schuhkarton ist eine seit 1996 im deutschsprachigen Raum stattfindende Sammelaktion für Weihnachtsgeschenke für Kinder. Die Geschenkübergabe ist nach Ansicht von Kritikern mit Missionierung verbunden. Zunächst wurde sie von der Billy Graham Evangelistic Association getragen, ab 2002 von dem Verein mit evangelikalem Hintergrund Geschenke der Hoffnung, Im Jahr 2019 in Samaritan’s Purse – Die barmherzigen Samariter umbenannt. Weihnachten im Schuhkarton ist Teil der weltweit stattfindenden Operation Christmas Child, die seit 1993 von der amerikanischen Hilfsorganisation Samaritan’s Purse organisiert wird. Die Geschenkboxen aus dem deutschsprachigen Raum gehen überwiegend nach Osteuropa.

## Geschichte
Der walisische Geschäftsmann Dave Cooke initiierte im Jahr 1990 das Projekt Operation Christmas Child. Im Jahr 1993 stieg die Organisation Samaritan’s Purse ein. Vorsitzender von Samaritan's Purse ist  Franklin Graham, Sohn des bekannten US-Evangelikalen Billy Graham. Seither findet diese jährliche Sammlung unter dem Namen Weihnachten im Schuhkarton auch in Deutschland, Österreich, der Schweiz, Liechtenstein und Südtirol statt. Seit November 2001 nennt sich der deutsche Partner dieser Kampagne Geschenke der Hoffnung. Er ging aus dem deutschen Zweig der Billy Graham Evangelistic Association hervor. Der Trägerverein wurde 2019 in Samaritan’s Purse – Die barmherzigen Samariter umbenannt. Im Jahr 2017 wurden im deutschsprachigen Raum an mehr als 5.000 Sammelstellen von Weihnachten im Schuhkarton 409.448 Geschenkpakete entgegengenommen.

## Ablauf und Struktur
Es beteiligten sich Privatpersonen, Kindertagesstätten, Schulen, kirchliche Einrichtungen oder andere am Packen der Kartons. Teilweise riefen auch Prominente und Vereine zum Spenden auf oder waren Schirmherr für das Projekt. Dabei werden Schuhschachteln mit Geschenkpapier beklebt und mit kleinen Präsenten gefüllt. Die Träger der Kampagne empfehlen Hygieneartikel, Schreibmaterialien, Kuscheltiere, Süßigkeiten oder Kinderkleidung. Nicht erwünscht sind Hexerei- und Zaubereiartikel (darunter auch die Harry-Potter-Bücher). Die Schenkenden geben an, ob die Box für Jungen oder Mädchen gedacht und für welche Altersgruppe sie geeignet ist.
In Sammelstellen werden die Kartons kontrolliert, unter anderem auf Zoll- und Einfuhrbestimmungen. Anschließend erfolgt der Transport in die Zielländer. Geschenkboxen aus dem deutschsprachigen Raum gehen überwiegend nach Osteuropa.
Die Verteilung vor Ort wird in der Regel im Rahmen einer Weihnachtsfeier vorgenommen. Bei der Verteilung engagieren sich christliche Gemeinden unterschiedlicher Konfessionen; wo dies nicht möglich ist, wird der Kontakt zu anderen religiösen Gruppen oder sozialen Einrichtungen gesucht. Im Anschluss an die Weihnachtsfeiern laden die lokalen Partner ein, in einem Glaubenskurs mehr über den christlichen Glauben in der Interpretation von Samaritan’s Purse zu erfahren.

## Bibelheft
Die Übergabe der Geschenke an die Kinder erfolgt mit dem Angebot, auch ein Heft mit Bibelgeschichten in der jeweiligen Landessprache mitzunehmen. 2014 stand in dem Heft unter anderem: „Unser größtes Problem ist Sünde. Wir alle brauchen Befreiung von Sünde. Sünde ist, wenn wir nicht auf Gott hören. (…) Unser falsches Verhalten (Sünde) hat Folgen. Die schlimmste Folge ist die endgültige Trennung von Gott und allem Guten und damit der Tod. Das nennt die Bibel Hölle. (…)“ Die Zeitung Der Standard zitiert eine Pädagogin, wonach den Kindern damit eingeredet werde, dass sie ständig sündigten. Das sei „der helle Wahnsinn, denn so wird den Kindern pure Angst gemacht“.

## Kritik
Kritiker bemängeln eine Verbindung von Geschenken und christlicher Mission. Samaritan’s Purse agiere in einem „entschieden missionarischen Zusammenhang“, so 2003 die Evangelische Zentralstelle für Weltanschauungsfragen. Stimmen aus dem evangelikalen Spektrum wie Michael Diener, Mitglied im Rat der Evangelischen Kirche in Deutschland (EKD), befürworten die Aktion. Im Jahr 2016 riefen die Diözese Rottenburg-Stuttgart und das Bistum Dresden-Meißen in ihren Amtsblättern zum Boykott der Aktion auf; 2002 hatte dies bereits das Bistum Trier gemacht. Kardinal Christoph Schönborn, Erzbischof von Wien, unterstützte die Aktion. Laut seinem Sprecher kommt es aber „natürlich darauf an, dass man als Teilnehmer auch über die problematischeren Aspekte Bescheid weiß“.

## Weltweite Aktion
Weihnachten im Schuhkarton ist Teil der weltweiten Operation Christmas Child, durchgeführt von der amerikanischen evangelikalen Hilfsorganisation Samaritan’s Purse. Es werden durch sie Kinder in Afrika, Asien, Europa, Zentral- und Südamerika erreicht.
Im Jahr 2017 wurden laut Angaben der Organisatoren rund elf Millionen Geschenkkartons verteilt – 8,88 Millionen dieser Boxen stammten aus den Vereinigten Staaten. 2017 kamen die Geschenke aus den Vereinigten Staaten, aus Kanada, Großbritannien, dem deutschsprachigen Raum, aus Spanien, Finnland, Japan, Australien und Neuseeland. Insgesamt seien von 1993 bis 2018 in 160 Ländern zusammen 157 Millionen Geschenkboxen an Kinder übergeben worden.
Laut Angaben von Samaritan’s Purse haben rund 14,9 Millionen Kinder seit 2009 an Glaubenskursen teilgenommen (Stand: September 2018).